# Ulf Frödin
Ulf Christer Ivar Frödin, född 2 december 1949 i Karlstad, är en svensk serieskapare och tecknare. Hans Älgen är lös från 1977 var ett av de första svenska vuxenseriealbumen. Han är verksam som illustratör och bildsatiriker och har genom åren mest synts med kortare serier. Frödin tecknar för Dagens Nyheter sedan 1996.

## Biografi

### Uppväxt och Konstfack
Ulf Frödin är uppvuxen i Värmland. Hans far var yrkesmålare, medan Ulfs nästan 30 år äldre halvbror Sven Frödin (1921–2003) var konstnär av konstruktivistiskt slag. Som 18-åring flyttade Ulf Frödin till Stockholm 1968. Han studerade på Grundskolan för konstnärlig utbildning i Stockholm 1968–69 och från 1969 på Konstfack, där han fram till 1975 läste på avdelningen för måleri, ursprungligen med sikte på att själv bli bildkonstnär. Frödin deltog under studietiden i en rad serie- och affischprojekt kring bland annat miljö och kärnkraft. Tillsammans med studiekollegan Johan Höjer producerade han seriefanzinet Näst sista striden under det gemensamma gruppnamnet Comix Nostra, och två år senare syntes han i det fanzinutgivna Strålande tider. Det kollektiva arbetet kom att likna en jam-serie, vilket kunde ge ett splittrat intryck med flera olika stilar i samma verk. Han tecknade även till några vänstertidningar – Vietnambulletinen och Mullvaden (föregångare till Internationalen).
Inspirationskällor på den tiden var bland andra Robert Crumb, Jan Lööf och tecknarna kring Puss. "Puss hade också visat att man inte behövde vara rädd för någonting. /…/ Puss gjorde det elakt och fult. Crumb visade att man kunde göra det seriemässigt läckert, och då attraherade det."

### Älgar och Fria Serier
Efter Konstfackstiden gjorde Frödin sitt första egentliga seriealbum, Älgen är lös utgivet på förlaget Röda Rummet. Detta, ett av de allra första renodlade vuxenseriealbumen, hade en älg i centrum, en älg vid namn Putte som en dag bestämmer sig för att rymma från sin inhägnad på Skansen. Han försöker leva som människa i det moderna Stockholm, vilket visar sig vara lättare sagt än gjort. Ett hembesök hos släktingarna i Norrland går inte så bra, för Putte som redan "fördärvats" av sitt nya liv. Vissa anar en viss självbiografisk inspiration, i historien om lantisen med anarkistiska böjelser som rymmer till storstan. Albumet kom 1975 på andra plats i Rabén & Sjögrens seriepristävling, där Johan Vilde av Janne Lundström och Jaime Vallvé fick första pris. Andrapriset innebar dock att Frödin fick lov att ge ut albumet själv, genom ett samarbete mellan Comix Nostra och vänsterförlaget Röda Rummet.

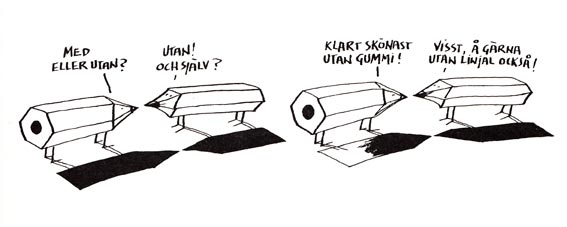
Under 1980-talet producerade Frödin en hel del strippserier för olika tidningar. Den här serien från 1982 trycktes i Aftonbladet.

Älgen är lös kom också i förlängningen att innebära startskottet för den ideella serieföreningen Fria Serier, som slutligen bildades 1979. Tre fjärdedelar av Comix Nostra – Höjer och Frödin samt tecknarkollegan Leif Almqvist – satsade nu på ny serieprojekt. Vid den tiden hade kollektivarbetet luckrats upp och Comix Nostra i princip avvecklats och till namnet ersatts av frilansgruppen Nostra. Fria Serier skulle under de kommande åren ge ut albumtidningen Mammut (1980–1983), förutom ett antal specialalbum. Ulf Frödin bidrog till de fyra av de sex numren av albumtidningen Mammut, som trycktes i albumformat och hade ISBN-nummer för att kunna erhålla utgivningsstöd från Kulturrådet.

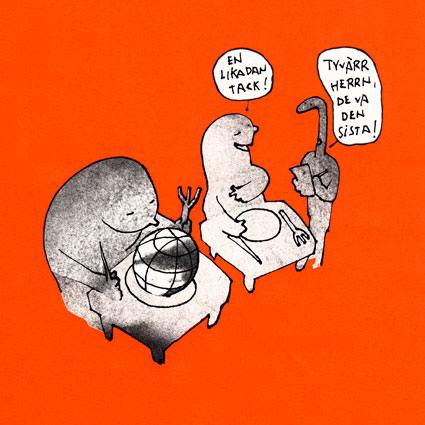
Frödins bilder präglas ofta en drastisk humor. Den här restaurangscenen publicerades 2008 i Diakonias tidning Dela Med.

### Senare år
Från 1980-talet har Ulf Frödin mest varit verksam som illustratör, bland annat för läromedel, men också som tecknare av kortare serier och skämt/satir-teckningar. Han har genom åren även bland annat synts i serietidningen Galago.
Frödin skapade 1985 gästserien Krig och fred för Dagens Nyheter och syntes runt 1992/1993 med Göran och Draken i DN På stan. Sedan 1996 har han kommenterat dagspolitiken i bildform på Namn & Nytt-avdelning, och redan samma höst (10 november) debuterade hans lätt animerade "frödinare" producerade under 1994 och 1995 på DN:s då nystartade Internetupplaga. Sina första teckningar för DN hade han dock gjort redan på 70-talet, då kulturredaktionens Nisse Larsson startat ett forum för rabulistiska tecknare under vinjetten "Motbilden". Åren 1982–1990 var han dock anställd som tecknare på Aftonbladet, där han bidrog med sina lustiga gubbar mellan de mer traditionella tecknaruppdragen.
Ulf Frödin har också arbetat med ljud och animation. För magasinsprogrammet 20:00 (SVT) gjorde han 1984–1985 tecknade kommentarer till inslagen, med datoriserad hjälp. Resultatet blev 30-sekunders färgfilmer där de tecknade figurerna gavs Frödins egen röst.

## Stil
Frödin har i sina serier och skämtteckningar en grovhuggen och spretig stil, som ibland är ganska vass. Han är slagfärdig och manar till eftertanke, menade Arvid Jurjaks på webbtidningen Nittonde Stolen. Frödins avskalade maner kan ha drag av järnfilsspån, likt hur en magnet formar spånen i slumpmässiga formationer, och han erkänner att han är präglad av sin halvbrors formspråk. Innehållsmässigt har Ulf Frödin dock behållit sin vinkling utifrån de gamla parollerna, de om jämlikhet och broderskap.
| ”                   | Underifrånperspektivet är självklart. Jag vet ju varifrån jag kommer. I klassfrågan har ingenting ändrats från när jag var liten. Men metoderna. På 70-talet präglades bildframställningen av grova schabloner och förenklingar. Nu kan vi känna vad som stämmer och sålla bort det övertydliga. | „ |
| – Ulf Frödin, 1998, | |   |

Inför Älgen är lös hade Frödin Will Eisner som främsta inspirationskälla. Det var Eisners dramatiska teckningar med skuggade ytor som attraherade honom. Under Mammut-tiden utvecklade Frödin sin stilisering, där de mörka skuggorna rensades ut och linjeföringen successivt blev alltmer kubistisk.
| ”                   | Vändpunkten för min stil kom när jag skulle teckna min gästserie i DN 1985. Jag ville att serien skulle synas och fungera. Det lilla formatet krävde en förenklad stil. Då kom kantigheterna och de svarta ytorna. | „ |
| – Ulf Frödin, 1992, | |   |

Med den tydliga stiliseringen i DN:s gästserie kom också extrema karikatyrer. Frödin tillät sig större plastisk frihet, och seriefigurerna blev också märkbart "slängda i käften". Den satiriska tonen har han därefter fortsatt med, i skämtteckningar och korta serier.

### Böcker
- 1977 – Älgen är lös, Bokförlaget Röda Rummet, 54 sidor. ISBN 91-7362-038-6
- 1985 – Ursäkta mej!, Alfabeta, 56 sidor. ISBN 91-7712-045-0
  - 1989 – delvis återpublicerat i antologin Sesams samlade serier, RFSU. ISBN 91-7998-993-4
- 1989 – Folk köper skit, Tago, 55 sidor (seriestrippar, mest från Aftonbladet). ISBN 91-86540-24-6
- 2006 – Så var den dan förstörd!, Nisses böcker, 48 sidor (skämtteckningar, mest från DN). ISBN 91-975651-9-9
- 2011 – Tusen sider, Ulf Frödin, 150 sidor ("teckningar ritade framför teven mellan 2000 och 2010"). Libris 12454430
- 2011 – Olle Boll, Nisses böcker (barnbok, skriven tillsammans med Klara Sandberg). ISBN 978-91-86085-17-9
- 2012 – Ellen Propellen, Nisses böcker, 32 sidor (barnbok). ISBN 978-91-86085-30-8

### Illustrationer i böcker (urval)
- 1981–1983 – Människan och omgivningen, Liber.
- 1983 – Ekologi för småhus, Byggtjänst.
- 2001 – Gamla hus: undersöka och åtgärda, Byggtjänst.
- 2006 – Klarspråk lönar sig, Justitiedepartementet.
- 2011 - Stadsbyggnad gånger hundra, Balkong förlag.

### Publiceringar i tidningar/antologier (urval)
- 1972 – Näst sista striden, Comix Nostra, 44 sidor (fanzin/album, tillsammans med Johan Höjer).[14]
- 1974 – serie(r) i Strålande tider, Allförlaget.[15]
- 1980 – "Riksmuseet" (manus: Mats Olof Olsson), i Mammut 1, Bokomotiv Förlags AB/Föreningen Fria Serier. ISBN 91-7618-010-7
- 1980 – "Höken" (manus: Frödin/Hans-Åke Gabrielsson) i Mammut 2. ISBN 91-7618-014-X
- 1981 – "Nilssons jycke" (av: "Phrodin") i Mammut 4. ISBN 91-7618-032-8
- 1983 – "Månraketen" m.fl. serier (av: "Prins Fotogen") i Mammut 5. ISBN 91-7618-047-6
- 1983 – "Våren" m.fl. serier (av: "Prins Fotogen") i Mammut 6. ISBN 91-7618-059-X
- 1983 – "Working-Class Hero" m.fl. serier (av: "Prins Fotogen") i Elektriska zerier, Medusa förlag. ISBN 91-86-300-040
- 1985 – Krig och fred, gästserie i Dagens Nyheter (22 juli–28 september 1985).
  - 1986 – återpublicering i DN-serien, Dagens Nyheters Förlag. ISBN 91-7588-960-9
- (1992/1993) – Göran och Draken, DN Runt stan.

## Utställningar
Ulf Frödins verk har synts på ett antal utställningar, egna eller tillsammans med andra, genom åren. Den första var Serier för alla – Svenska serier och serieteckningar på Nationalmuseum 1979.

## Utmärkelser
2008 fick Ulf Frödin motta EWK-priset. Vid minst tre tillfällen, 1977, 1992/1993 och 2005/2006, har han fått stipendier från Konstnärsnämnden.